# Parada de Parlamento
Parlamento (en castellano), o Legebiltzarra (en euskera), es una parada de las líneas Ibaiondo - Salburua y Abetxuko - Unibertsitatea del tranvía de Vitoria, explotado por Euskotren Tranbia. Fue inaugurada el 23 de diciembre de 2008 junto a todas las paradas del ramal de Ibaiondo, desde la de Angulema hasta la de Ibaiondo. Se incorporó a la línea Abetxuko - Angulema el 10 de julio de 2009.

## Localización
Se encuentra ubicada en la Calle Becerro de Bengoa, frente a la sede del Parlamento Vasco.

## Andén corto
Con motivo de las ampliaciones de los andenes tranviarios en las paradas desde 2019 y la llegada de los nuevos tranvías, han supuesto que los andenes de esta estación no han sido ampliados por los evidentes problemas de espacio del lugar, al encontrarse en el cruce entre las calles General Álava, Becerro de Bengoa, San Antonio, Paseo de la Senda y la Plaza del General Loma. Este hecho supone una característica importante al viajar en los convoyes largos, puesto que los tranvías inhabilitan las puertas junto a las cabinas por quedar fuera de la plataforma del andén.

## Líneas
| Líneas que prestan servicio en la parada de Parlamento/Legebiltzarra |            |       |             |                |
| << Cabecera                                                          | < Anterior | Línea | Siguiente > | Cabecera >>    |
| Ibaiondo                                                             | Lovaina    | TVG   | Angulema    | Salburua       |
| Abetxuko                                                             | Lovaina    | TVG   | Angulema    | Unibertsitatea |